# Tetramethyltetrakis(trifluorpropyl)cyclotetrasiloxan
Tetramethyltetrakis(trifluorpropyl)cyclotetrasiloxan (D4F) ist eine chemische Verbindung aus der Gruppe der Siloxane. Sie ist strukturell mit Octamethylcyclotetrasiloxan (D4) verwandt und gehört zur Gruppe der per- und polyfluorierten Alkylverbindungen (PFAS).
Die Verbindung kommt in vier diastereomeren Formen vor:
| Isomere                 | Isomere                 |
| ----------------------- | ----------------------- |
|                         |                         |
| cis-D4F                 | trans-D4F (2R,4r,6S,8s) |
|                         |                         |
| trans-D4F (2R,4R,6S,8S) | trans-D4F (2r,4r,6r,8r) |

D4F entsteht als Nebenprodukt bei der Synthese von Polymethyltrifluorpropylsiloxan (PMTFPS) aus Dichlormethyl(3,3,3-trifluorpropyl)silan. Dabei entsteht Trimethyltris(trifluorpropyl)cyclotrisiloxan (D3F) als Zwischenprodukt.
Die Verbindung wurde in Abwässern, Klärschlamm sowie in Böden nachgewiesen.